# Joe Fenech
Joseph „Joe“ Fenech (* 2. April 1931 in Birkirkara; † 24. März 2005 ebenda) war ein maltesischer Politiker der Partit Nazzjonalista (PN), der zwischen 1976 und 1996 Mitglied des Repräsentantenhauses war und zwischen 1992 und 1995 das Amt des Justizministers bekleidete.

## Leben
Fenech war der Sohn des Rechtsanwalts Tommaso „Sur Tumas“ Fenech, der zwischen 1927 und 1939 ebenfalls Mitglied des Repräsentantenhauses für die PN war. Er selbst absolvierte nach dem Besuch des St Aloysius College in Birkirkara ein Studium der Rechtswissenschaften an der Universität Perugia sowie der Royal University of Malta, das er 1955 mit einem Doktor der Rechte (LL.D.) abschloss. Im Anschluss nahm auch er eine Tätigkeit als Rechtsanwalt auf.
Er hatte bei den Wahlen am 26. und 28. März 1966 sowie am 12. und 14. Juni 1971 jeweils ohne Erfolg für ein Mandat im Repräsentantenhaus kandidiert. Bei den Wahlen am 17. und 18. September 1976 wurde Fenech für die Partit Nazzjonalista erstmals zum Mitglied des Repräsentantenhauses gewählt, dem er bis zum 26. Oktober 1996 angehörte. Zu Beginn seiner Parlamentszugehörigkeit fungierte er zwischen 1976 und 1981 als Sekretär der PN-Fraktion.
Nach dem Wahlsieg der PN bei den Wahlen am 9. Mai 1987 wurde Fenech von Premierminister Edward „Eddie“ Fenech Adami zum Parlamentarischen Sekretär für maritime Angelegenheiten (Segretarju Parlamentari ghall-Affarijiet Marittimi) in dessen erstes Kabinett berufen. Im zweiten Kabinett Fenech Adami bekleidete er zwischen dem 3. Mai 1990 und dem 27. Februar 1992 das Amt des Parlamentarischen Sekretärs für maritime und küstennahe Angelegenheiten.
Im dritten Kabinett von Premierminister Fenech Adami übernahm Fenech am 27. Februar 1992 das Amt des Justizministers (Ministru tal-Gustizzja). In dieser Funktion leitete er einige Rechtsreformen ein, wurde aber auch scharf wegen der Begnadigung des Drogenhändlers Queiroz kritisiert. Am 1. April 1995 trat er schließlich als Justizminister zurück und wurde durch den bisherigen Parlamentarischer Sekretär für Tourismus, Michael Refalo, abgelöst.
Neben seinen politischen Tätigkeiten engagierte sich Fenech als Vizepräsident der Malta Football Association (MFA) und war zudem mehr als 30 Jahre Präsident des Duke of Connaught’s Own Band Club. 
Aus seiner Ehe mit Marlene Ellul gingen die drei Kinder Mark, Antonio „Tonio“ und Joanna hervor. Sein zweiter Sohn Tonio Fenech ist ebenfalls politisch aktiv und war zwischen 2008 und 2013 Finanz- und Wirtschaftsminister im zweiten Kabinett von Premierminister Lawrence Gonzi.